# Рибонуклеаза A

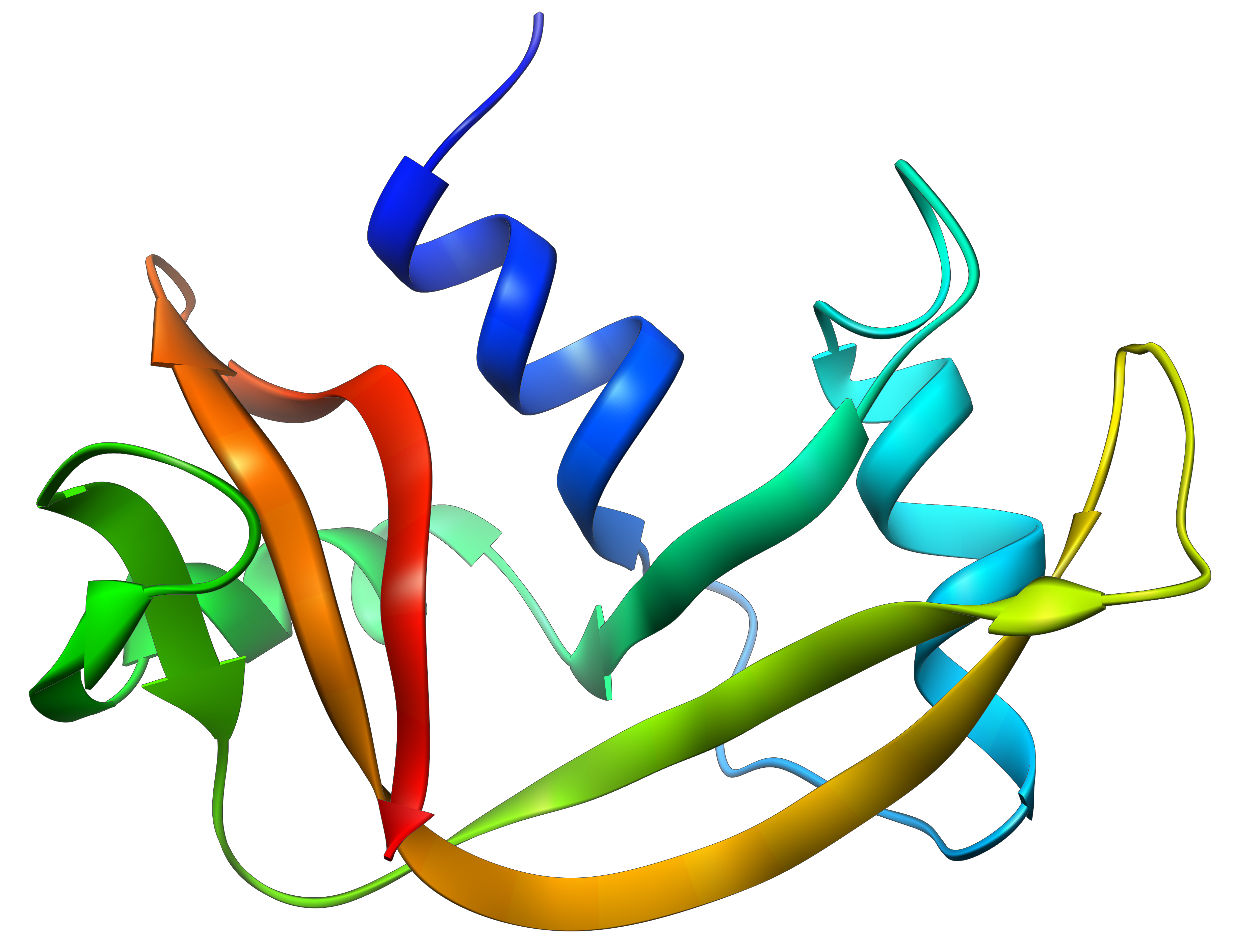
Структура рибонуклеази А. Видимі дві α-спіралі (синя і блакитна) і чотири β-листки.

Рибонуклеаза A (РНКаза A) — фермент, що належить до груп ендонуклеаз та рибонуклеаз, який гідролізує фосфатні зв'язки в молекулі одноланцюгової РНК. Реакція розщеплення відбувається за участю двох каталітичних залишків амінокислоти гістидину (His112 і His113) через циклічний проміжний продукт. Панкреатична РНКаза A бика — класична модельна система для дослідження денатурації і згортання білків (фолдингу).